# 松城兵作

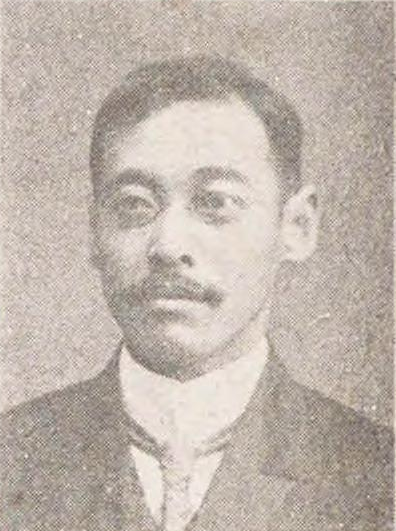
松城兵作

松城 兵作（まつしろ ひょうさく、1874年（明治7年）4月26日 - 1942年（昭和17年）2月8日）は、明治から昭和時代前期の政治家、実業家。衆議院議員（1期）。

## 経歴
静岡県田方郡戸田村（現沼津市）出身。先代松城兵作の長男として生まれ、1892年（明治25年）1月、家督を相続する。
農業を営む傍ら、静岡県会議員、地方森林会議員、静岡県山林会常議員、同水産会、同漁業連合会各顧問を歴任した。財界では、松崎水力電気取締役、沼津回漕店取締役社長を務めた。1912年（明治45年）5月の第11回衆議院議員総選挙では静岡県郡部から立憲政友会所属で出馬し当選。衆議院議員を1期務めた。